# Merle des Teita
Turdus helleri
Espèce
Statut de conservation UICN

 EN B2ab(i,ii,iii,iv,v) : En danger
Le Merle des Teita (Turdus helleri) est une espèce de passereaux appartenant à la famille des Turdidae. Il est endémique aux monts Taita au Kenya. C'est une espèce monotypique.
Son épithète spécifique est attribué au zoologiste et naturaliste américain Edmund Heller (1875–1939).